# Duisi
Duisi (en georgiano: დუისი; en checheno: Дуй-Юрт, romanizado: Dui-Yurt) es un pueblo del noreste de Georgia, ubicado en el noroeste de la región de Kajetia y parte del municipio de Ajmeta. Duisi es considerada la capital de la garganta de Pankisi, hogar de los kist. 

## Toponimia
El nombre antiguo del pueblo era Pankisi o también Duisopeli.

## Geografía
Duisi está situado a orillas del río Alazani en la garganta de Pankisi, a 17 km de Ajmeta y 30 km de Telavi.

## Historia
Duisi tiene una historia larga y compleja. Era parte del antiguo Reino de Kakheti y más tarde de la dinastía persa Safavid. Durante el siglo XIX la región fue anexada por el Imperio ruso. La mezquita de Duisi, construida en 1901, fue la primera de toda la garganta. Durante la era soviética, Duisi era parte de la República Socialista Soviética de Georgia.
Durante la primera y segunda guerras de Chechenia en la década de 1990, muchos chechenos huyeron a Duisi y otras partes de Georgia. Con el tiempo, muchos de estos refugiados se asentaron en la zona y desde entonces la población kist de Duisi se ha mezclado con los nuevos habitantes.

## Demografía
Según el censo de 2014, los kist constituían el 93,7% de la población local; los georgianos, el 4,1%; y los chechenos, el 1,6%. Alrededor del 75% de la población son musulmanes sunitas, el 25% restante son en su mayoría ortodoxos georgianos.

## Economía
La economía de Duisi es principalmente agrícola, particularmente la producción de frutas y verduras. La región es conocida por sus productos lácteos y en las cajas se elaboran tradicionalmente queso y yogur.

## Infraestructura

### Arquitectura, monumentos y lugares de interés
Duisi es conocida por su cultura y tradiciones únicas. Los kist son famosos por su música y bailes, que suelen ir acompañados de una flauta especial; además, su vestimenta tradicional es muy impresionante y colorida.  
El lugar tiene dos mezquitas: la mezquita vieja, un edificio de ladrillo con una decoración ornamental de ladrillos negros y marrones construida en 1901; la mezquita nueva fue financiada por Arabia Saudita.

### Educación
Duisi tiene una escuela primaria y una biblioteca. 

## Galería

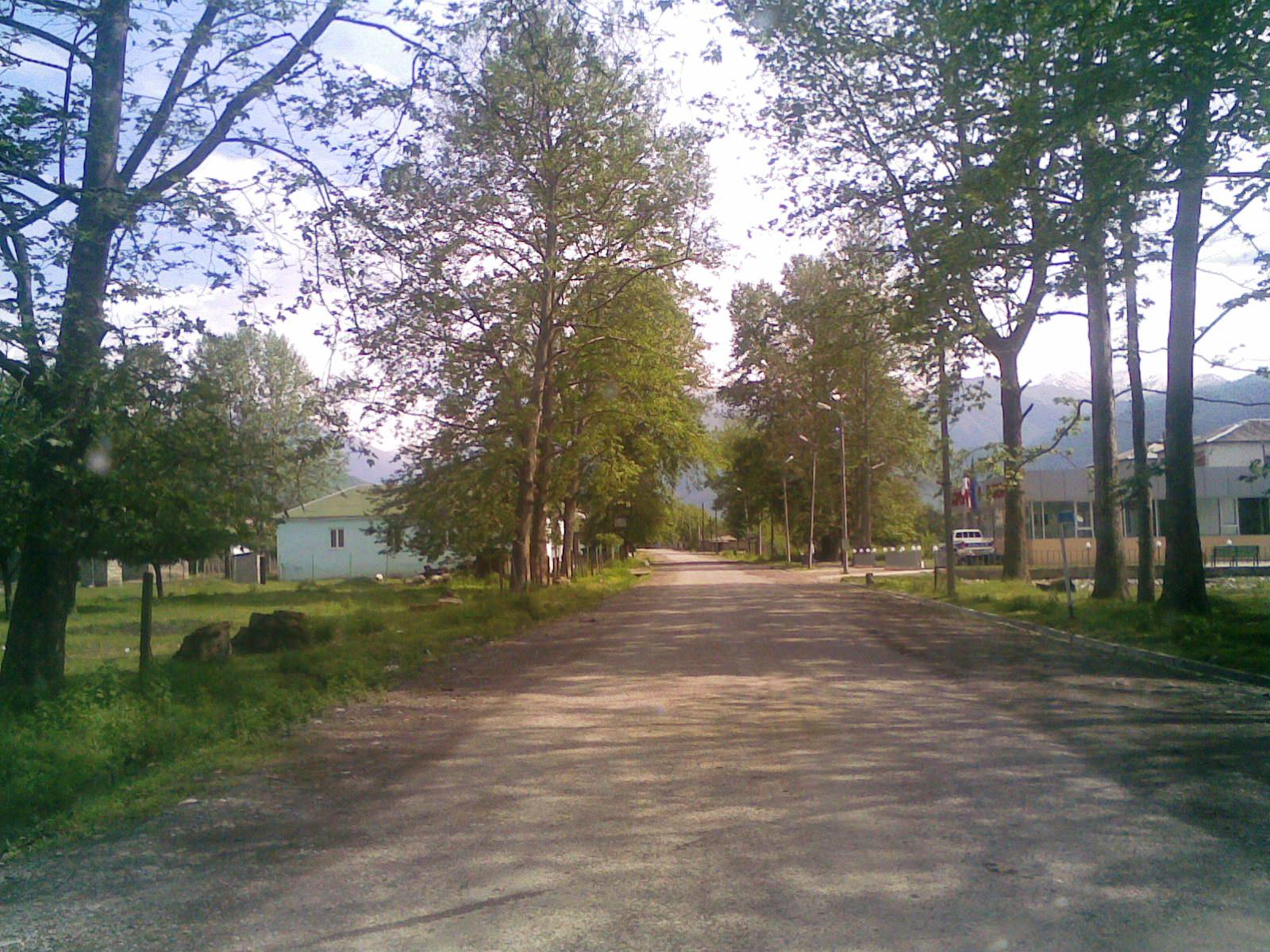
Entrada a Duisi
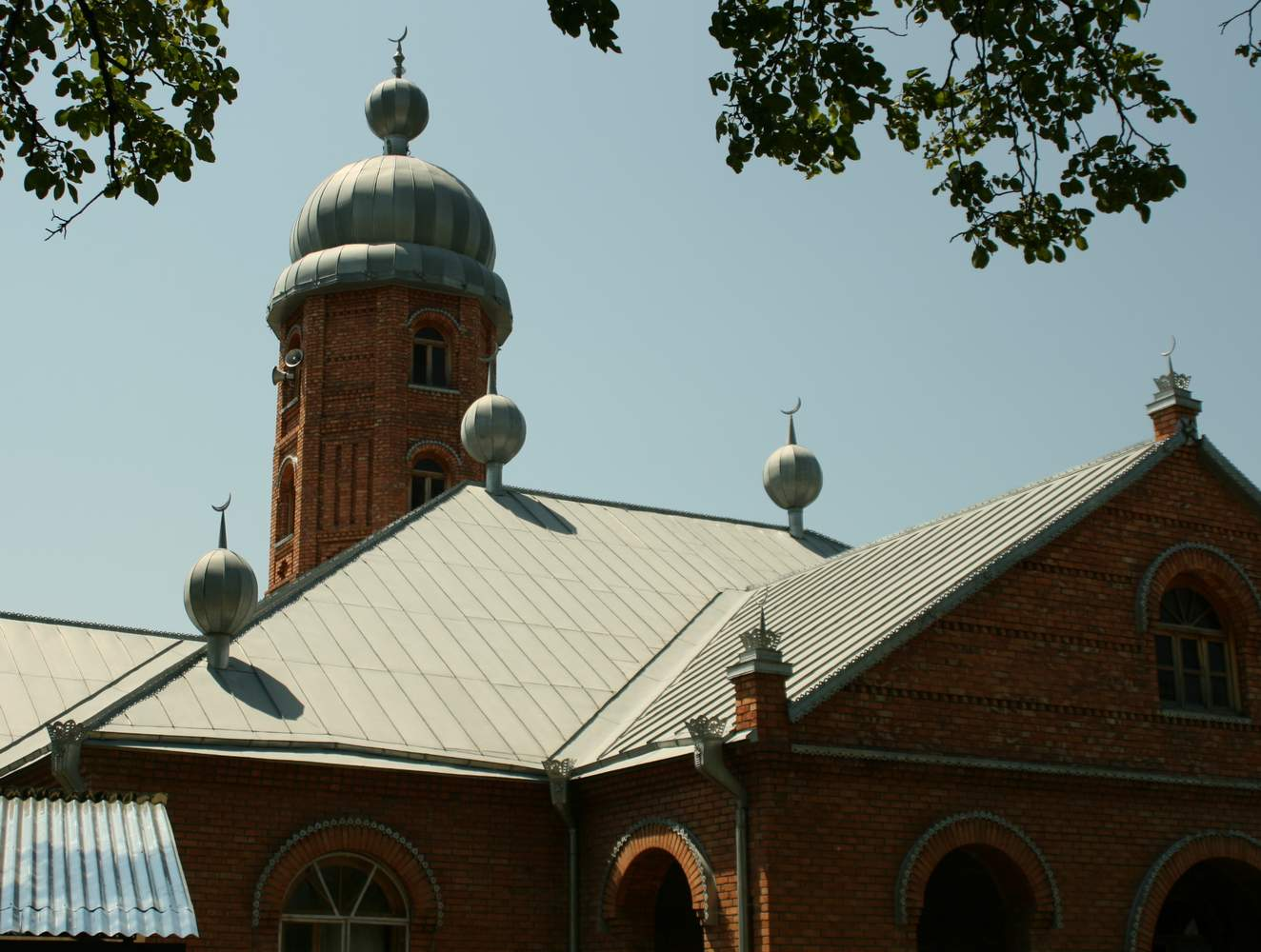
Mezquita vieja de Duisi
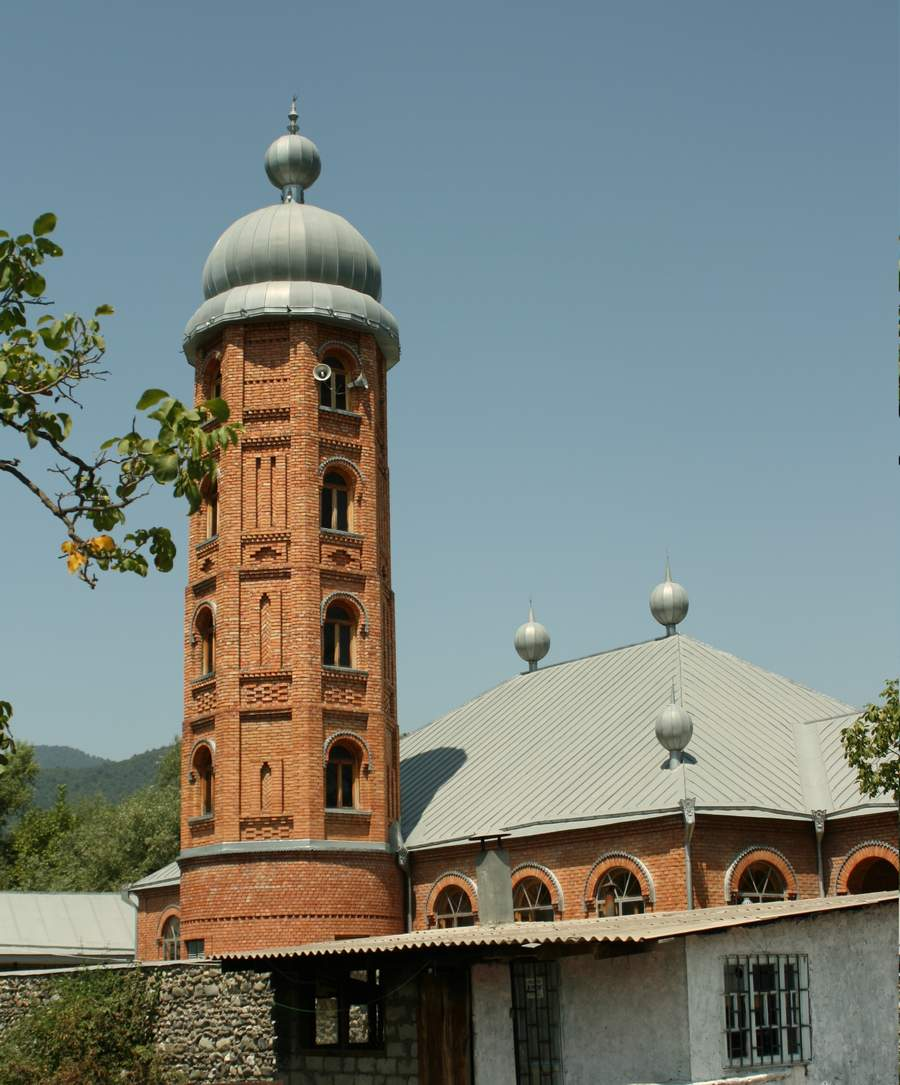
Minarete de la mezquita
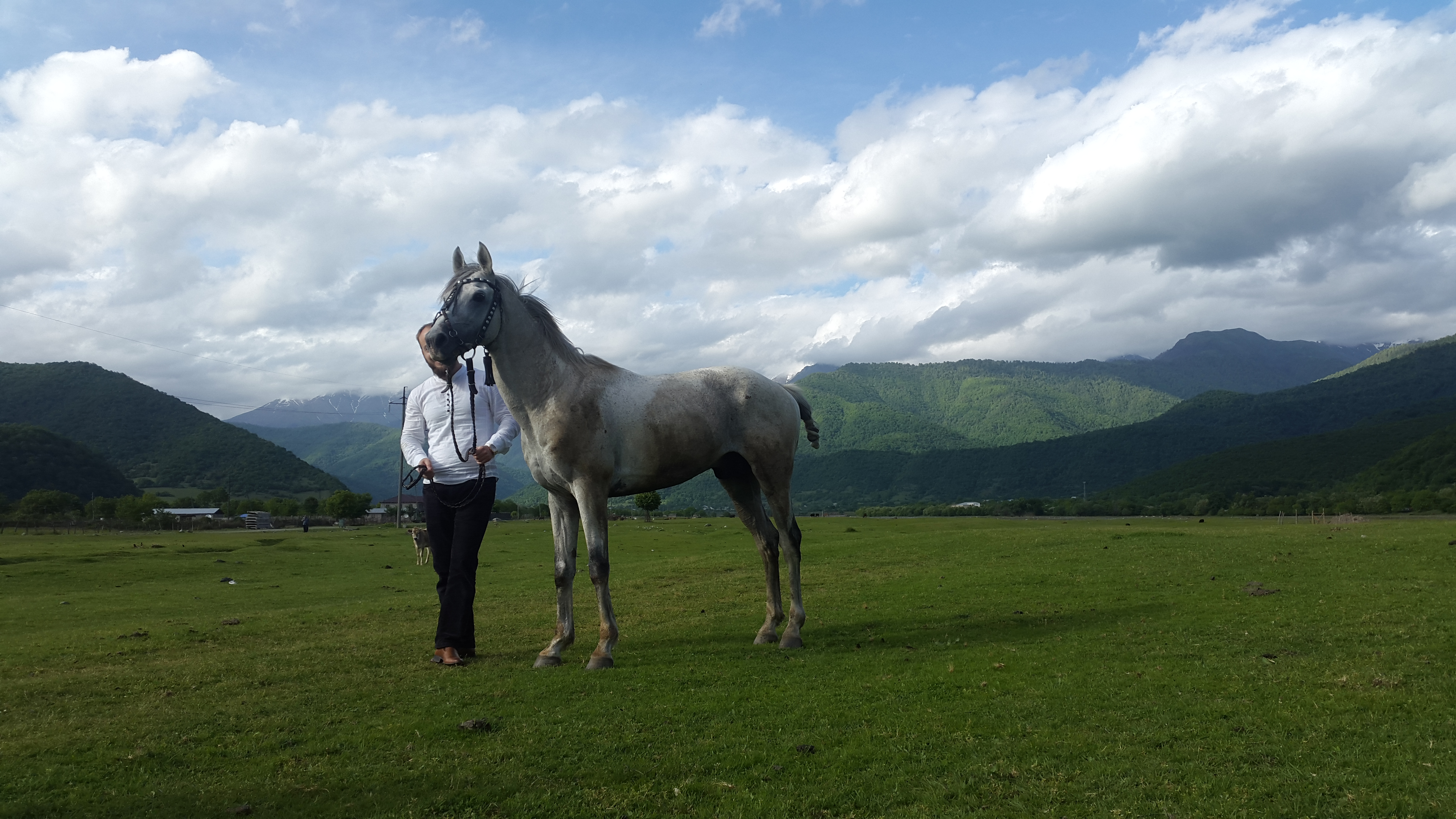
Local con su caballo cerca de Duisi